# Georges Le Rumeur
Georges Le Rumeur, conegut com a Mathaliz (Fougères, 1882 - Azay-le-Rideau, Indre i Loira, Centre - Vall del Loira, 1941) fou un escriptor i nacionalista bretó. Fou entronitzat com a bard al Gorsedd bretó de Sant Brieg, el 1907, sota el nom de Mathaliz-Ab- Gwenc'hlan. També fou un dels fundadors el 1911 del Partit Nacionalista Bretó amb Camille Le Mercier d'Erm. Col·laborà amb nombroses revistes bretones.